# Protocollyris
Protocollyris is een geslacht van kevers uit de familie van de loopkevers (Carabidae). De wetenschappelijke naam van het geslacht is voor het eerst geldig gepubliceerd in 1975 door Mandl.

## Soorten
Het geslacht Protocollyris omvat de volgende soorten:
- Protocollyris antennalis (Horn, 1909)
- Protocollyris brevilabris (Horn, 1893)
- Protocollyris bryanti Mandl, 1975
- Protocollyris faceta Naviaux and Cassola, 2005
- Protocollyris festiva Naviaux, 2008
- Protocollyris fragilis Naviaux, 2004
- Protocollyris grossepunctata (Horn, 1935)
- Protocollyris longiceps Mandl;, 1975
- Protocollyris mindanaoensis (Mandl, 1974)
- Protocollyris montana Naviaux, 2008
- Protocollyris ngaungakshani Wiesner, 2012
- Protocollyris nilgiriensis Naviaux, 2003
- Protocollyris okajimai Mandl, 1982
- Protocollyris pacholatkoi Naviaux, 2003
- Protocollyris philippinensis (Mandl, 1974)
- Protocollyris planifrons (Horn, 1905)
- Protocollyris probsti Naviaux, 1994
- Protocollyris sauteri (Horn, 1912)